# Telege Jernih
Telege Jernih is een bestuurslaag in het regentschap Gayo Lues van de provincie Atjeh, Indonesië. Telege Jernih telt 342 inwoners (volkstelling 2010).